# El Mole
El Mole fue una publicación política satírica que se distribuyó en la Ciudad de Valencia (L'Horta) a finales de los años 30 y principios de los 40 en el siglo XIX, de ideas democrático-republicanas y crítico con la política del poder. Utilizaba un modelo de valenciano popular "apitxat" de la época y fue una de las pocas publicaciones íntegramente en valenciano anteriores al siglo XX. Llegó a tener 3.000 subscriptores en el año 1840. Destaca por ser la publicación regular más antigua en esta lengua. 
El Mole toma su nombre del molde de yeso que se utilizaba para dar forma a las estatuas de forma humana, y que por lo tanto revelaba claramente las facciones y el carácter real de cada persona. Desde el primer número, que salió a la luz el día 1 de febrero de 1837, el diario se presenta como una publicación de marcado carácter democrático-republicano. Su promotor fue Josep Maria Bonilla Martínez.

## Destinatarios y autoría
En la portada (ver imagen) aparecía siempre un grabado que representaba un labriego de L'Horta vestido con saragüells, sombrero, camalet y alpargatas. De este modo, el diario se ofrecía a un público esencialmente perteneciente al sector agrícola, y que se identificaba con el uso de un valenciano muy dialectal, apegado a las grafías castellanizadas y a las formas del apitxat. La misma utilización del valenciano, muy innovadora, tenía la clara intencionalidad de llegar a este público popular. Cómo ha señalado Enric Balaguer, la elección del valenciano por parte de los redactores del Mole está relacionada con la importancia privilegiada que los labriegos tenían en la expansión del ideario liberal. De hecho, durante siglos, los campesinos de l'Horta habían sido un auténtico muro de contención frente a los abusos del antiguo régimen al País Valenciano, y además, eran susceptibles de engrosar las filas del ejército carlista.
En cuanto a la autoría, hablar del Mole es hablar de Josep Maria Bonilla (Valencia 1808 - 1880), abogado valenciano de ideas liberales. El perfil ideológico de Bonilla, tal como señalan Antonio Laguna y Eduardo Ortega, es el de un liberal idealista, enemigo acérrimo del carlismo y crítico en todo momento con el moderantismo y con las soluciones ideológicas templadas..Siendo así, bajo su dirección El Mole adoptó cada vez más el talante de conciencia crítica de la revolución liberal, incluso durante las épocas en que los sectores más progresistas se establecieron el poder.
Para mimetizarse mejor con los labriegos (destinatarios preferentes de la publicación), Bonilla adoptó dentro de las páginas del Mole el pseudónimo de Nabo-y-Col. Especialmente en las primeras épocas de la revista, acompañaron a Bonilla varios autores que, siguiendo la misma intencionalidad, también asumieron motes de claros ecos agrícolas: ejemplos son Pataca Gorda (Pasqual Pérez Rodríguez), Siento Formal o Algarroba (Josep Bernat y Baldoví). Sobre este último, hay que señalar que, a pesar de las diferencias ideológicas, le unió con Bonilla una gran amistad que este último defendió siempre, incluso en épocas como la segunda de El Mole, cuando muchos suscriptores convirtieron la relación cordial entre ambos escritores en objeto de crítica.

## Estructura
El Mole de la primera época se estructuraba alrededor de una serie de secciones que, a pesar de todo, podían variar según las necesidades de cada número:
- Política - A partir del número 4 se añade el subtítulo Ilustración popular - Esta sección desarrolla un diálogo ficticio entre un labriego analfabeto llamado Lluc y uno de los autores de El Mole, Sento Formal, de modo que el segundo aclara las dudas que tiene el primero alrededor de conceptos como gobierno, constitución, poder absoluto, división de poderes o absolutismo. El carácter dialogado de la sección nos remite a los coloquios valencianos de los siglos XVIII y XIX, que durante la guerra del francés adquirieron un fuerte componente político y que, sin duda, sirvieron de inspiración a Bonilla.
- El Mole - Suele presentar textos que hacen un breve repaso de la actualidad política y militar, en un tono predominantemente serio.
- Colorins - Es una sección más fragmentaria y presenta un carácter más cómico y distendido. Consta de textos breves, pero a veces se incluyen narraciones, reflexiones... Durante la segunda época de El Mole esta sección, ahora bajo el nombre de Sambori, aconteció la única fija de la revista. 
- Cosas de fuera o Remitits - Se trata de una sección intermitente. Generalmente da cabida a textos enviados por los diferentes subscriptores.

## Épocas y evolución
La trayectoria de El Mole, con su historial de cierres y reanudaciones, es un reflejo fiel de la historia del siglo XIX, caracterizada por su carácter pulsante y alterno, pleno de etapas discontinuas y gobiernos de signo ideológico contrapuesto:

### Primera época
De febrero de 1837 a agosto del mismo año. En esta primera época, las colaboraciones de Bernat y Baldoví menudean más. El Mole, todavía un poco heterodoxo, integra una mayor pluralidad de textos con la inclusión de cuentos populares, poemas o incluso narraciones fantásticas como El hombre invisible, seguramente obra del mismo Bernat. Temáticamente, se palpa la preocupación hacia los ataques de las tropas carlistas; las autoridades, en ese sentido, suelen ser blanco de las críticas del diario para no hacer frente con la decisión y la eficacia necesarias. Hay que aclarar que el año en qué apareció El Mole, España se encontraba inmersa en una guerra civil entre los partidarios de Carlos María Isidro (esencialmente absolutistas) y los de Isabel II (liberales). Los primeros desarrollaron desde el 1833 una serie de ataques que, incluyendo la llamada expedición real, llegaron muy cerca de las murallas de la ciudad de Valencia. El Mole, como diario liberal, se hace eco, en esta primera época, de este ambiente prebélico y de las diferentes noticias que llegan desde el frente.
El final de esta primera época de la publicación se tiene que entender en relación con la acción legislativa del gobierno del momento, que el 20 de febrero de 1837 impulsó una nueva ley de prensa que aumentó el control sobre los diarios. De acuerdo con esta nueva normativa, El Mole no tardó en ser denunciado: el 26 de abril debido a un artículo crítico con las nuevas caballerías adquiridas para el ejército; tres meses después, la segunda denuncia contra el diario provino de un particular descontento con un artículo crítico con la distribución de fondos públicos. La llegada al poder de los moderados, el 18 de agosto, complicó muchísimo la existencia del diario editado por Bonilla, que sacó en la calle el último número de su primera época el día 18 de aquel mismo mes.

### Segunda época
De noviembre de 1840 a noviembre de 1841. Después de tres años de inactividad, Josep Maria Bonilla relanza El Mole aprovechando la llegada a la regencia del general Espartero y de la facción más progresista del liberalismo. Se trata, pues, de una época en que la revista puede radicalizar el discurso y hacerse más panfletaria y más beligerante, especialmente contra los moderados caídos (apodados metafóricamente cangrejos por su tendencia a andar hacia atrás). Según algunos autores, el rumbo radical que El Mole emprendió en esta segunda época sería la causa de un cierto distanciamiento de Bernat y Baldoví (Algarroba), que a partir de 1840 habría reducido ostensiblemente sus colaboraciones hasta adoptar un papel solo testimonial. Durante esta segunda época, y con el fin de evitar pagar el depósito que se hacía necesario para lanzar cualquier publicación periódica, Bonilla opta para cambiar el nombre de la revista con cada número publicado. Así, El Mole cambia su nombre por El Moscardón, El Ruiseñor, El Papafigo...
Precisamente el número denominado "El Papafigo" fue secuestrado por el gobernador eclesiástico debido a una crítica feroz contra el Papa Gregori XVI. Bonilla, que en todo momento se mostró beligerante contra las acusaciones y que manifestó en medios públicos su rechazo a la autoridad del tribunal eclesiástico, tuvo que huir a Barcelona para evitar males mayores contra su persona.  En la ciudad condal lo sorprendió, ya en noviembre de 1841, la llegada al poder de la facción moderada, que pronto endureció las leyes de imprenta e hizo inviable la continuación de una publicación del talante de El Mole. 

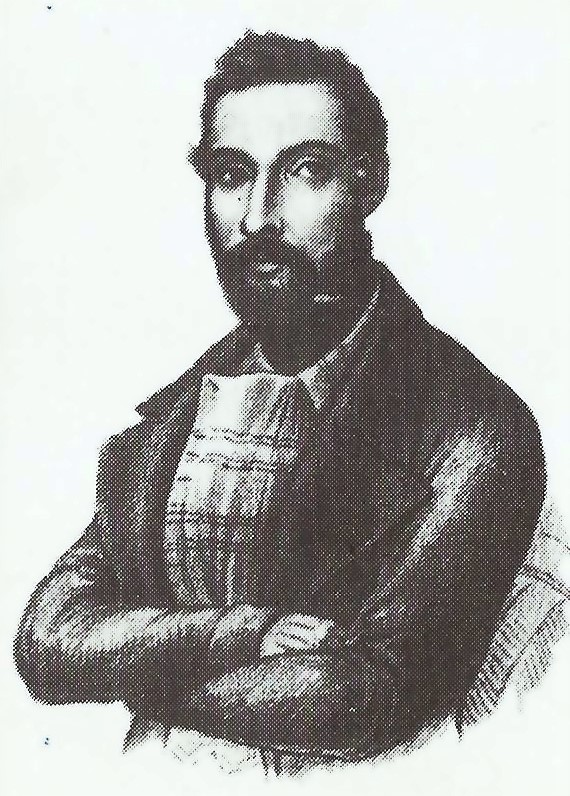
Retrato de Josep Maria Bonilla.

### Segunda época bis y tercera época
Sabemos que en 1854 Bonilla pone en marcha una breve continuación de la segunda época de El Mole, pero desgraciadamente no se conserva ningún ejemplar. Para conocer la tercera época de la publicación hay que esperar hasta el mes de enero de 1855, cuando el escritor aprovecha la llegada de los progresistas al poder para relanzar de nuevo su proyecto editorial. Según Laguna y Ortega, esta es la época en que El Mole refleja de forma más llana y directa la ideología de su autor, ya cada vez más crítico con el progresismo gobernante y más próximo a los postulados del partido demócrata, con el cual ya casi no oculta sus simpatías:
"El partido democrático de Valencia es incontrastable por lo numeroso, poderoso por la unión que conserva a pesar de los muchos que emplean toda clase de intrigas, de imposturas y calumnias para dividirlo. El partido democrático puro y honrado es el único que está destinado a obrar la salvación de la patria." 
Durante los meses que dura esta tercera época de El Mole, Bonilla asciende en el mundo político de Valencia y acaba siendo designado síndico del Ayuntamiento Constitucional de la capital, cargo que rechaza por resultar incompatible con su oficio como periodista. Este divorcio entre praxis política e idealismo, paradójicamente, hirió de muerte a Bonilla, que se vio cuestionado y desprestigiado en su papel de agitador social. Según Laguna y Ortega, "La contradicción del idealista que separa teoría y práctica, condenan a Bonilla y su periódico a la desaparición. Contrariamente a lo que se podía esperar, su renuncia al compromiso político afectó seriamente a su imagen y, sobre todo, a su credibilidad."
Siendo así, El Mole solo pudo seguir publicándose como suplemento del diario El Pueblo. El cierre de este, el 26 de diciembre de 1855, condenó El Mole a la desaparición, que se consumó con el número 54, el 23 de febrero de 1856. 

### Cuarta época
Desde 1856 hasta 1863, cuando retoma la publicación de El Mole, Bonilla vive unos años de retiro en Castellón, librado al ejercicio de la abogacía y la docencia. Son años de tristeza y abatimiento. Cerrado este periodo, el 2 de noviembre de 1863 aparece de nuevo en imprenta El Mole, esta vez como suplemento del diario El Porvenir de Valencia y con el propósito inicial de alejarse por completo de temas políticos. A partir de esta época cambia la portada de la publicación. Se ven a partir de ahora un labrador hablando con un hombre de letras en actitud de ilustrarlo, idea esta bastante fiel al espíritu original de El Mole. Según José Enrique Peláez Malagón,  en esta época la revista incrementó la radicalidad de alguno de sus postulados. La visión de Bonilla es ya la de un idealista desengañado, cansado y decepcionado de un proceso revolucionario que, desde su punto de vista, solo ha llevado corrupción y ansia de riquezas: "Así como los liberales del año veinte decían constitución o muerte, ahora dicen "comiera o nada"...". El último número de esta cuarta época salió a la luz el 2 de marzo de 1864.

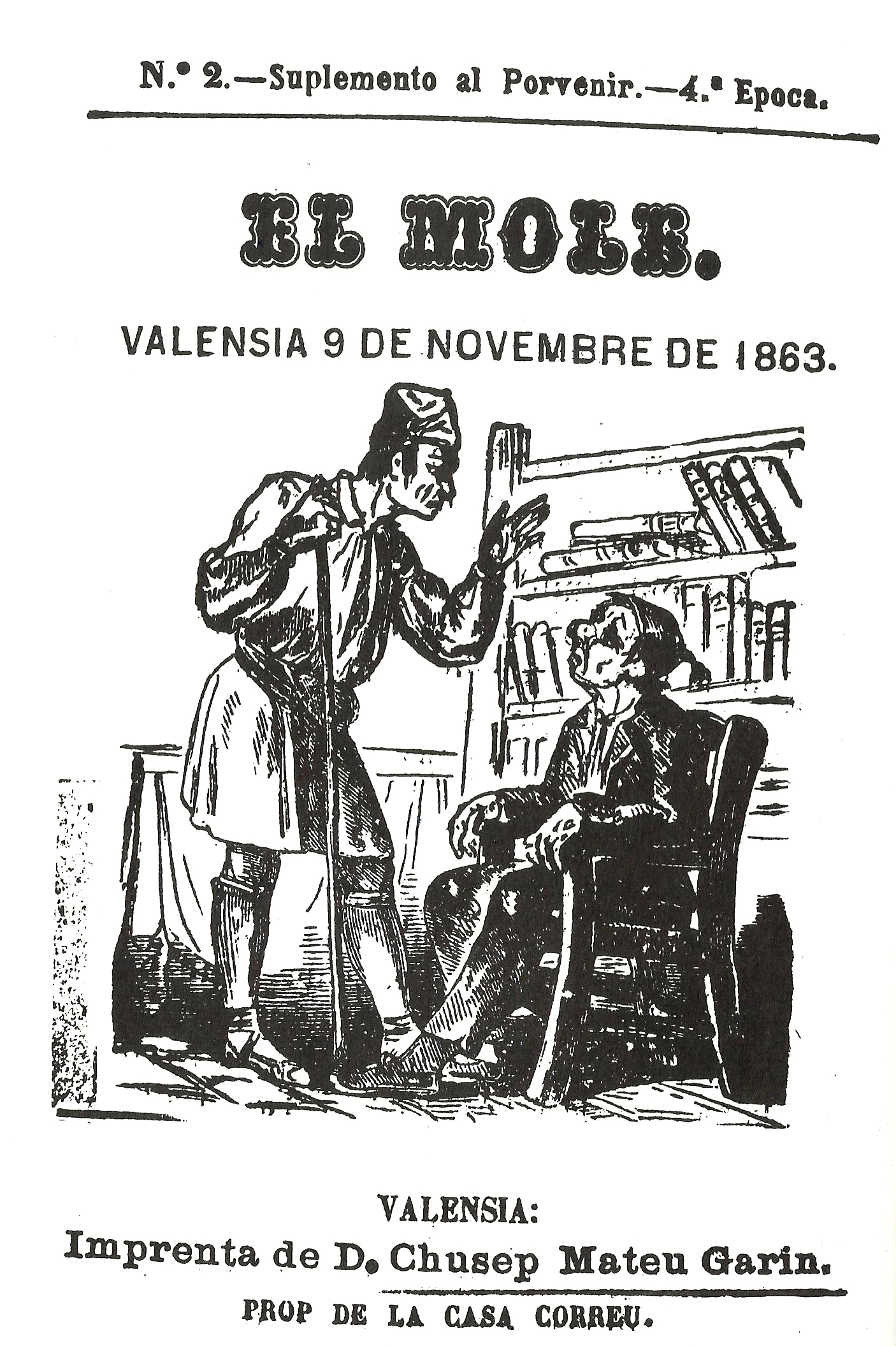
Portada del Mole correspondiente a su cuarta época (1863).

### Quinta época
Tuvo una duración de pocos meses, entre 1864 y marzo de 1865. En este periodo vuelve a publicarse El Mole con el nombre de El Mole Antiguo, como suplemento al diario Los dos Reinos. El nuevo nombre de la revista responde a la voluntad del autor de recuperar el carácter político y reivindicativo de la publicación. Continúa el tono crítico y desengañado, y se formulan críticas al naciente socialismo y apelaciones a la necesidad de unificar todos los partidos auténticamente liberales.

### Sexta época
Los hechos de la Revolución Gloriosa (1868), que entronizan los progresistas, no despiertan el entusiasmo en Bonilla, que parece condenado a ejercer perpetuamente de voz crítica del progresismo cuando este llega al poder. El Mole recomienza su última etapa el día 24 de febrero de 1870, ya como periódico unipersonal y con un formato ligeramente mayor. Las ideas de su autor evolucionan cada vez más desde el Partido Demócrata hacia un republicanismo incipiente. Bonilla sigue con su ademán crítico y escéptico, como un nostálgico de las revoluciones de principios de siglo. Así, lejos de dar voz a las ideas republicanas, utiliza su periódico para defender ideas ya extemporáneas o minoritarias, como la pretensa unificación en uno de todos los partidos liberales o la configuración de la España republicana como un conjunto de territorios autónomos, confederados a la manera de Suiza o las provincias del País Vasco. La crítica a la pluralidad de partidos se manifiesta ya desde la portada, donde Bonilla hace imprimir un establo lleno de asnos comiendo, alusión metafórica a aquello que el autor entendía como un exceso de división dentro del mundo de los partidos liberales. 
Las continuas críticas de Bonilla hacia algunos ademanes del republicanismo lo alejaron cada vez más de sus correligionarios, que podían elegir entre el amplio abanico de posibilidades que ofrecía en esta época la prensa republicana. En su última época, El Mole publicó, de hecho, muy pocos números y cada vez más separados en el tiempo hasta su total y definitiva desaparición, el día 6 de junio de 1870.